# Campos de filtración de ucranianos
| Registro | Interrogatorio | Detención | Tenencia |

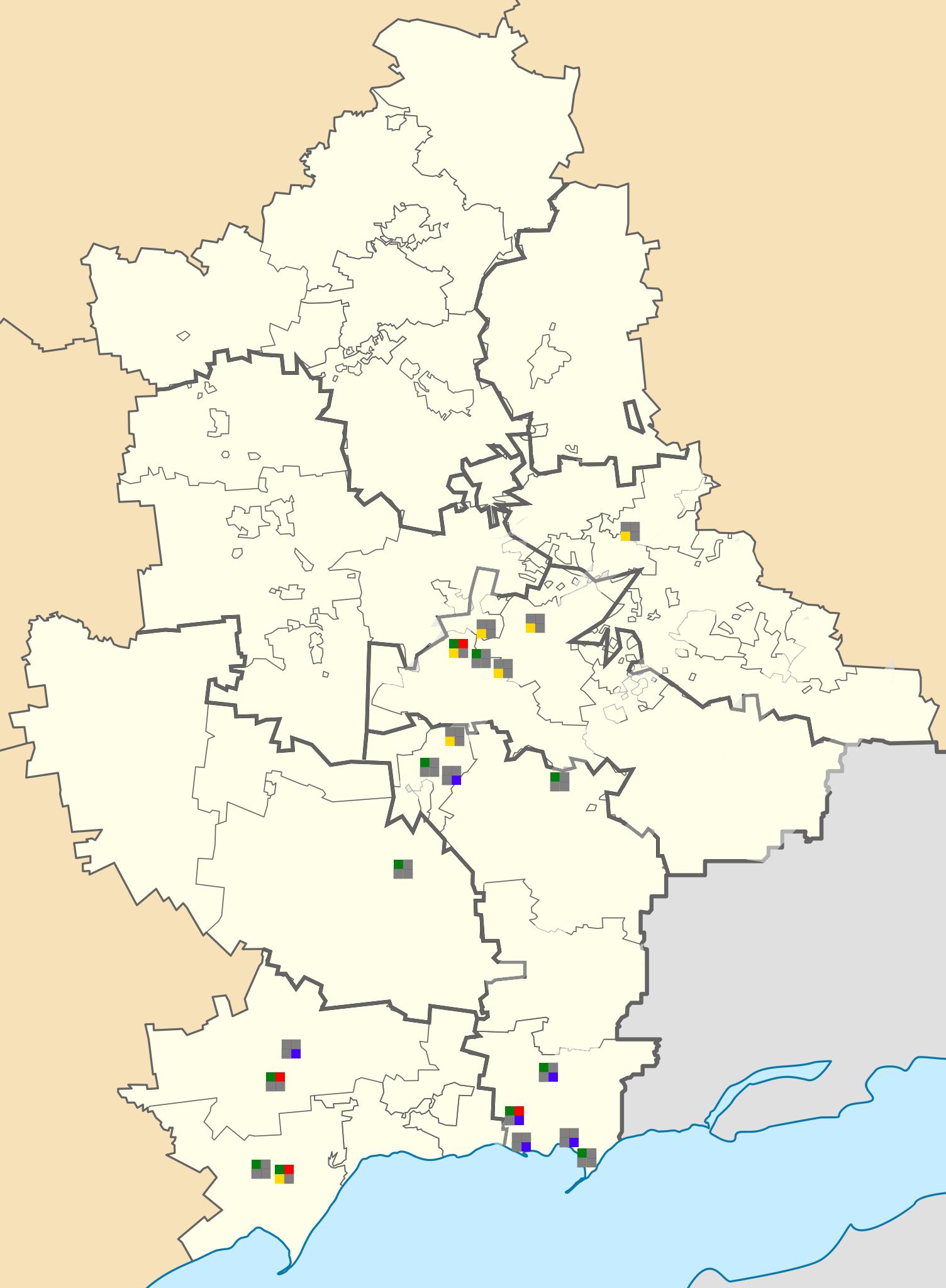
Mapa de 2022 que muestra 20 campos de filtración en la Óblast de Donetsk de Ucrania (según el Observatorio de Conflictos y los investigadores de la Universidad de Yale). Codificación de colores de los tipos de campamentos: 1

Los campos de filtración de ucranianos son centros de registro e interrogatorio —ocasionalmente también de confinamiento temporal— creados por Rusia tras su invasión de Ucrania en febrero de 2022. En las semanas siguientes hubo informes que afirmaron que las fuerzas armadas de Rusia utilizaban campos de filtración en los territorios bajos su control militar en Ucrania e incluso en el territorio mismo de la Federación Rusa.
Un mes luego del inicio del conflicto la vice primera ministra ucraniana Iryna Vereshchuk dijo que 40 000 personas habían sido trasladadas de Ucrania a territorios controlados por Rusia sin coordinación con Kiev. Paralelamente más de 400 000 ucranianos habían sido «desplazados por la fuerza a Rusia», según la defensora de los derechos humanos de Ucrania, Lyudmyla Denisova. Otros funcionarios ucranianos compararon las acciones con los campos de filtración en el conflicto checheno. También dijeron que el FSB "trabaja" con ucranianos en campos de filtración en Krasnodar y Taganrog a quienes se les ofrecen trabajos en Sajalín, al extremo este de Rusia. En noviembre de 2024, el Centro de Investigación Bielorruso, el proyecto Skhemy y Radio Liberty publicaron una investigación conjunta sobre un campo de filtración para ucranianos que existía en 2022 en Naroulia (Óblast de Gómel) de Bielorrusia.
Por su parte, Mijaíl Mízintsev, jefe del Centro de Gestión de la Defensa Nacional de la Federación de Rusia conocido como el «carnicero de Mariúpol», dijo el 8 de mayo de 2022 que 1 185 791 personas han sido trasladadas a Rusia. Sin embargo, el gobierno ruso negó estar sacando a la fuerza a los ucranianos a Rusia y llamó a las deportaciones "evacuación".
Según el Byline Times, en mayo de 2022 los campos de filtración se estaban utilizando como un medio para reabastecer la mano de obra de Rusia.

## La invasión rusa de Ucrania
La invasión rusa a Ucrania, también conocida como la guerra de Ucrania, iniciada el 24 de febrero de 2022, constituye una escalada de la guerra ruso-ucraniana que comenzó tras los sucesos del Euromaidán en 2014. Se trata del mayor conflicto militar convencional en Europa desde la Segunda Guerra Mundial. La cifra precisa de víctimas se desconoce; se estima que hasta mediados de 2023, había causado la muerte de más de nueve mil civiles y decenas de miles de soldados. Los combates también han generado la mayor crisis de refugiados en el continente desde la Segunda Guerra Mundial: más de 7,3 millones de ucranianos han abandonado el país y más de 7,1 millones se han desplazado internamente. Además, la guerra ha causado daño ambiental significativo y ha puesto en peligro la disponibilidad de alimentos a nivel mundial.
La invasión estuvo precedida por una concentración militar rusa en las fronteras de Ucrania, que dio comienzo a mediados de 2021. Durante este periodo de tensión diplomática, el presidente ruso Vladímir Putin criticó la ampliación de la OTAN posterior a 1997 mientras negaba repetidamente que Rusia tuviera planes de invadir Ucrania. No obstante, el 21 de febrero siguiente, Rusia reconoció a la República Popular de Donetsk y a la República Popular de Lugansk, dos estados autoproclamados en la región de Dombás, al este de Ucrania, y envió tropas a esos territorios. Al día siguiente, el Consejo de la Federación de Rusia autorizó por unanimidad a Putin a utilizar la fuerza militar fuera de las fronteras de Rusia. El 24 de febrero, Putin anunció —en un mensaje televisado— una «operación militar especial» en las provincias de Donetsk y Lugansk; los misiles empezaron a impactar en diversos puntos de Ucrania, mientras las fuerzas terrestres rusas cruzaban la frontera, dando inicio a múltiples ofensivas.
En los frentes sur y sureste, los rusos tomaron Jersón en marzo de 2022 y Mariúpol el mes siguiente, mientras abandonaron la campaña de Ucrania central y lanzaron una renovada batalla del Dombás. Las fuerzas rusas continuaron bombardeando objetivos militares y civiles lejos de la línea del frente, incluida la red de energía durante el invierno. A fines de 2022, Ucrania retomó territorios mediante contraofensivas en el sur y el este. Poco después, Rusia anunció la anexión de cuatro provincias parcialmente ocupadas. En noviembre, Ucrania retomó partes del Óblast de Jersón. En febrero de 2023, Rusia movilizó a cerca de doscientos mil soldados para una nueva ofensiva en el Dombás. En junio de 2023, Ucrania lanzó otra contraofensiva en el sureste que no logró ninguno de sus objetivos.
La invasión fue condenada por una parte importante de la comunidad internacional. La Asamblea General de las Naciones Unidas aprobó la Resolución ES-11/1 condenando la invasión y exigiendo la retirada total de Rusia. La Corte Internacional de Justicia ordenó a Rusia suspender las operaciones militares y el Consejo de Europa expulsó al país. Numerosos gobiernos occidentales, entre los que destacan la Unión Europea y los Estados Unidos, impusieron sanciones a Rusia y su aliado Bielorrusia, y proporcionaron ayuda humanitaria, económica y militar a Ucrania. Más de mil empresas abandonaron Rusia y Bielorrusia en respuesta a la invasión. La Corte Penal Internacional (CPI) abrió una investigación sobre posibles crímenes contra la humanidad, crímenes de guerra, secuestro de niños y genocidio, emitiendo una orden de arresto contra Putin en marzo de 2023.

## Extracción desde Mariúpol
Testigos han dicho que las tropas rusas ordenaron a mujeres y niños salir de un refugio antibombas en Mariúpol el 15 de marzo de 2022. Un testigo dijo que fueron trasladados a la fuerza en autobuses con otras doscientas o trescientas personas a Novoazovsk, donde tuvieron que esperar durante horas dentro de los autobuses hasta que se les ordenó pasar a través de un grupo de tiendas de campaña a lo que se llamó un campo de filtración. Las imágenes satelitales mostraron un grupo de tiendas de campaña en Bezimenne, cerca de Novoazovsk. Representantes de la República Popular de Donetsk y la República Popular de Lugansk dijeron que habían establecido una "ciudad de carpas de 30 carpas" con capacidad para 450 personas.
El periódico del gobierno ruso Rossíiskaya Gazeta dijo que 5.000 ucranianos habían sido procesados en el campo de Bezimenne y que habían realizado controles para evitar que "los nacionalistas ucranianos se infiltraran en Rusia disfrazados de refugiados para evitar el castigo". Una testigo dijo que los hombres la interrogaron extensamente. que dichos sujetos eran del FSB. Le preguntaron sobre sus antecedentes y describió el interrogatorio como "muy degradante". Luego llevaron al grupo a Rostov.

## Reacciones
Tanya Lokshina, directora de Human Rights Watch para Europa y Asia, dijo: «Según el derecho internacional de los derechos humanos, el desplazamiento o traslado forzado no significa necesariamente que las personas fueron forzadas a subir a un vehículo a punta de pistola, sino que se encontraron en una situación en la que no les dejó otra opción». Señaló que la Convención de Ginebra prohíbe “los traslados forzosos individuales o masivos, así como las deportaciones de personas protegidas del territorio ocupado, están prohibidas, independientemente de su motivo”.
La activista de derechos humanos Svetlana Gannushkina dijo que había recibido decenas de solicitudes de personas que estaban varadas en Rusia, principalmente en los alrededores de Rostov.
La embajadora de Estados Unidos ante la ONU, Linda Thomas-Greenfield, dijo: «No necesito explicar en detalle a qué recuerdan estos llamados 'campos de filtración'. Es escalofriante y no podemos mirar hacia otro lado». Citó informes de agentes del FSB que confiscaron pasaportes, identificaciones y teléfonos móviles, así como informes de familias ucranianas separadas.